# Regimiento de Caballería Blindada 1 (Bolivia)
El Regimiento de Caballería Blindada 1 «Calama» es una unidad del Ejército de Bolivia dependiente de la Primera Brigada Mecanizada y con base en Patacamaya. Fue creado en 1981 y su misión es proteger la integridad territorial del Estado. El Regimiento es también centro de reclutamiento de conscriptos.